# دستور تايلاند 1997

يصوت البرلمان على دستور تايلاند لعام 1997، في 27 سبتمبر 1997
578 موافق
16 غير موافق
الامتناع 17

دستور تايلاند لعام 1997 هو دستور مملكة التايلاند الذي تم إصداره في 11 أكتوبر 1997 محل دستور عام 1991، وتمت الإشادة به على نطاق واسع باعتباره علامة فارقة في الإصلاح الديمقراطي الدستوري التايلاندي. ألغى مجلس الإصلاح الديمقراطي الدستور في 19 سبتمبر 2006 بعد الانقلاب العسكري وحل محله دستور 2006 في 1 أكتوبر 2006.
كان دستور 1997 أول دستور تتم صياغته بواسطة جمعية منتخبة دستوريًا. لذلك كان يطلق عليه شعبيا «دستور الشعب». أنشأ دستور 1997 هيئة تشريعية مكونة من مجلسين تم انتخابهم مباشرة ولأول مرة في التاريخ التايلاندي عبر صناديق الاقتراع. اعترف منظوق الدستور بالعديد من حقوق الإنسان كما اتخذ خطوات لزيادة استقرار الحكومات المنتخبة.

## صياغة الدستور
أثارت انتفاضة «مايو الأسود» ضد الحكومة التي يسيطر عليها الجيش والتي حصلت على السلطة بسبب دستور عام 1991 دعوات عامة لإقامة نظام حكم أكثر مساءلة. في يونيو 1994، أجبرت حكومة شوان ليكباي على تأسيس لجنة تطوير الديمقراطية التابعة لمجلس النواب بعد إضراب عن الطعام قاده الناشط البارز شالارد ووراشات. عدلت اللجنة برئاسة الأكاديمي براواس واسي، دستور عام 1991 لكنها لم تستطع المضي قدماً في المزيد من الإصلاحات. ومع ذلك، فقد حددت العديد من الأطر الأساسية التي من شأنها التأثير على التغيير السياسي اللاحق.
بعد سقوط حكومة شوان، أنشأت حكومة بانهارن سيلبا أرتشا (1995-1996) لجنة للإصلاح السياسي عدلت الدستور مرة أخرى في 22 أكتوبر 1996. وحظيت الجهود المبذولة لاعتماد دستور جديد بدعم شعبي متزايد. في 2 نوفمبر 1995، أعلن الدكتور والناقد السياسي والمفكر براواس واسي في مؤتمر عقد في بانكوك أن تايلاند أصبحت بحاجة ماسة إلى دستور جديد، للمساعدة في تجنب الكارثة المحتملة للعنف السياسي الذي قد يتبع وفاة الملك بوميبول أدولياديج. وهو التصريح الذي لم تتجرأ أي وسيلة إعلام نشره نظرا لحساسيته.
نص تعديل عام 1996 على إنشاء دستور جديد بالكامل من قبل لجنة خاصة خارج الجمعية الوطنية. تم تشكيل جمعية صياغة الدستور ب99 عضوًا: ستة وسبعون منهم ينتخبون مباشرة في كل من المقاطعات و 23 شخصًا مؤهلًا يختارهم البرلمان من أكاديميين ومصادر أخرى. تم اختيار رئيس وزراء عام 1991 إبان النظام العسكري أناند بانياراتشون رئيسًا للجنة الصياغة. وكان علماء السياسة والحقوقيون تشاي أنان سامودافانيا، امورن شانتاراسومبون، أوتاى بيمشيتشون وبورونساك أووانو من أبرز الشخصيات الرئيسية المؤثرة في المشروع.
جرت عملية استشارة عامة على المستوى الوطني. وقد تلقت بعض البنود، بما في ذلك اشتراط حصول جميع النواب على درجة البكالوريوس ونظام قوائم الأحزاب والمحكمة الدستورية واللامركزية انتقادات قوية، لا سيما من قبل الأحزاب الصغيرة.
أثارت الأزمة الاقتصادية الآسيوية في عام 1997 وعي الشعب بالحاجة إلى الإصلاح الذي زج به كقوة دافعة وراء الموافقة الناجحة على الدستور. تمت الموافقة على المشروع من قبل الجمعية الوطنية بأغلبية 518 صوتًا مقابل 16 وامتناع 17 عن التصويت.

## أقسام الدستور
تضمن دستور 1997 على 12 فصلاً، وقسمًا من الأحكام الانتقالية تحتوي على ما مجموعه 317 قسمًا.
- الفصل 1 (المواد 1-7): الأحكام العامة، ومصدر وممارسة السلطة السيادية، والحقوق الأساسية للشعب التايلاندي، ووضع الدستور.د
- الفصل 2 (المواد من 8 إلى 25): وضع الملك وصلاحياته وحقوق الملك والمستشار الخاص ومسائل خلافة العرش.
- الفصل 3 (المواد 26 إلى 65): حقوق وحريات الشعب التايلاندي.
- الفصل 4 (المواد 66 إلى 70): واجبات الشعب التايلاندي.
- الفصل 5 (المواد 71 إلى 89): المسؤوليات الأساسية للدولة.
- الفصل 6 (المواد 90 إلى 200): هيكل وأدوار ومسؤوليات الجمعية الوطنية (البرلمان)، بما في ذلك مجلس النواب ومجلس الشيوخ والانتخابات واللجنة الانتخابية وأمناء المظالم واللجنة الوطنية حقوق الإنسان.
- الفصل 7 (المواد 201 إلى 232): مجلس الوزراء (أي مجلس الوزراء) وأعمال السلطة التنفيذية.
- الفصل 8 (المواد 233 إلى 281): طريقة عمل محاكم العدل والمحكمة الدستورية والمحاكم الإدارية والمحاكم العسكرية.
- الفصل 9 (المواد 282 إلى 290): طريقة عمل الحكومات المحلية
- الفصل 10 (المواد 291 إلى 311): التفتيش والملاحقة القضائية لأعضاء الحكومة، بما في ذلك إعلان الممتلكات والأصول، اللجنة الوطنية لمكافحة الفساد، الاتهامات والإدعاءات الجنائية ضد السياسيين والحكومة.
- الفصل 11 (المادة 312): أدوار ومسؤوليات لجنة تدقيق الحسابات والمراجع العام لها.
- الفصل 12 (المادة 313): اللوائح المتعلقة بتعديل الدستور.
- أحكام انتقالية (المواد 314-317): اللوائح المتعلقة بنقل السلطة من الحكومة الأخيرة في دستور عام 1991.